# Famotidin
Famotidin ist ein Arzneistoff aus der Gruppe der H2-Antihistaminika, der zur Kontrolle der Magensäureproduktion in der Magengeschwür-Prophylaxe und zur Behandlung der Refluxkrankheit eingesetzt wird. Darüber hinaus wird Famotidin in Kombination mit Arzneistoffen aus der Gruppe der Antazida zur Behandlung des Sodbrennens und des sauren Aufstoßens eingesetzt. Der Wirkstoff wurde 1980 von Yamanouchi Pharmaceutical patentiert.

## Klinische Angaben

### Anwendungsgebiete (Indikationen)
Famotidin ist für die Behandlung von Zwölffingerdarmgeschwüren, gutartigen Magengeschwüren und des Zollinger-Ellison-Syndroms, bei denen eine Reduktion der Magensäureproduktion sinnvoll ist, zugelassen. Für die Behandlung des Sodbrennens und des sauren Aufstoßens steht Famotidin in Kombination mit Antazida zur Verfügung.

### Gegenanzeigen (Kontraindikationen)
Famotidin ist bei bekannter Überempfindlichkeit gegen diesen Wirkstoff kontraindiziert. Bei Kindern liegen keine ausreichenden Erfahrungen vor, daher sollte Famotidin sicherheitshalber nicht bei Kindern angewendet werden. Wenngleich auch bei bösartigen Geschwüren die Symptome auf eine Famotidin-Behandlung ansprechen können, soll eine Bösartigkeit vor Behandlungsbeginn ausgeschlossen werden. Die Monotherapie mit Famotidin ist bei nur geringfügigen Magen-Darm-Beschwerden nicht angezeigt.

### Anwendung während Schwangerschaft und Stillzeit
Tierexperimentelle Untersuchungen an Ratten und Kaninchen ergaben keine Hinweise auf eine Beeinträchtigung der Fertilität und der embryonalen Entwicklung. Für die Anwendung beim Menschen in der Schwangerschaft und Stillzeit liegen keine ausreichenden Erfahrungen vor. Famotidin kann in die Muttermilch übergehen.

### Wechselwirkungen mit anderen Medikamenten
Bei Arzneistoffen, deren Aufnahme vom pH-Wert des Magens abhängt, kann möglicherweise die Aufnahmegeschwindigkeit durch Famotidin beeinflusst werden. Antazida, insbesondere Sucralfat, können die Aufnahme von Famotidin vermindern. Probenecid verzögert die Ausscheidung von Famotidin.

### Unerwünschte Wirkungen (Nebenwirkungen)
Mit einer Häufigkeit von 1–10 % treten die unspezifischen Nebenwirkungen Kopfschmerz, Schwindel, Verstopfung und Durchfall am häufigsten auf. Magen-Darm-Beschwerden, einschließlich Übelkeit, Appetitlosigkeit, Erbrechen und Blähungen können gelegentlich (0,1–1 %) beobachtet werden. Ebenso treten gelegentlich Mundtrockenheit, Müdigkeit, Hautausschlag und Juckreiz auf. Andere unerwünschte Arzneimittelwirkungen treten seltener (<0,1 %) auf.

## Pharmakologische Eigenschaften

### Wirkungsmechanismus (Pharmakodynamik)
Famotidin ist ein H2-Antihistaminikum und hemmt als solches die Magensäureproduktion anregende Wirkung des Gewebshormons Histamin an Histamin-H2-Rezeptoren. Dabei kann durch Famotidin bis zu 90 % der Magensäureproduktion unterdrückt werden. Ebenso wird die Bildung von Pepsin gehemmt und das Volumen des gebildeten Magensafts reduziert.

### Aufnahme und Verteilung im Körper (Pharmakokinetik)
Die orale Bioverfügbarkeit von Famotidin liegt bei 40–45 %. Famotidin wird überwiegend unverändert über den Urin ausgeschieden. Etwa 30–35 % werden in der Leber zu unwirksamem Famotidinsulfoxid oxidiert. Seine Elimination folgt einer linearen Kinetik. Die Plasmahalbwertszeit liegt bei 2,6 bis 4 Stunden. Bei Patienten mit Niereninsuffizienz kann die Plasmahalbwertszeit verlängert sein. Die Proteinbindung beträgt 15–20 %.